# Jóel Sigurðsson
Jóel Sigurðsson (ur. 5 listopada 1924 w Reykjavíku, zm. 28 listopada 2003 w Hrafniście) – islandzki lekkoatleta, olimpijczyk.
Reprezentował Islandię w rzucie oszczepem na Letnich Igrzyskach Olimpijskich 1948, które odbyły się w Londynie. W rundzie kwalifikacyjnej rzucił na dystans 55,69 m i zajął 17. miejsce. Nie dotarł do finału.